# Sendcloud
Sendcloud est une plateforme d'expédition de commerce électronique néerlandaise. La société est un logiciel fournissant des services d'expédition. La solution permet de connecter des entreprises de commerce électronique avec des transporteurs afin d’automatiser le processus logistique,,.